# Clear Spot
Clear Spot è il settimo album di Captain Beefheart & the Magic Band, pubblicato nel 1972. Sebbene in questo periodo della sua carriera, ovvero quello centrale, i dischi di Beefheart sono ricordati per essere più commerciali, Clear Spot non scalò le classifiche, raggiungendo solo il centonovantunesimo posto nella Top 200 di Billboard.
La versione CD è disponibile solo in un cofanetto che contiene anche il suo predecessore, The Spotlight Kid.
Nel marzo del 2005 Q magazine mise Big Eyed Beans from Venus al cinquantatreesimo posto nella lista delle migliori Guitar Tracks.
Nel 1998, la canzone Her Eyes Are a Blue Million Miles contenuta nell'album, è apparsa nella colonna sonora del film dei fratelli Coen Il grande Lebowski.

## Tracce
Tutte le canzoni scritte da Captain Beefheart.
Lato A
1. Low Yo Yo Stuff – 3:41
2. Nowadays a Woman's Gotta Hit a Man – 3:46
3. Too Much Time – 2:50
4. Circumstances – 3:14
5. My Head Is My Only House Unless It Rains – 2:55
6. Sun Zoom Spark – 2:13

Lato B
1. Clear Spot – 3:40
2. Crazy Little Thing – 2:38
3. Long Neck Bottles – 3:18
4. Her Eyes Are a Blue Million Miles – 2:57
5. Big Eyed Beans from Venus – 4:23
6. Golden Birdies – 1:36

## Formazione
- Captain Beefheart - voce, armonica a bocca, "wings on Singabus" (riferito, apparentemente, al rumore che si sente quando dice la parola Singabus, in Golden Birdies)
- Zoot Horn Rollo (Bill Harkleroad) - chitarra, mandolino
- Rockette Morton (Mark Boston) - chitarra, basso
- Ed Marimba (Art Tripp) - batteria, percussioni
- Oréjon (Roy Estrada) - basso
- Milt Holland - percussioni
- Russ Titelman - chitarra
- The Blackberries - voce